# Andreas Stichmann

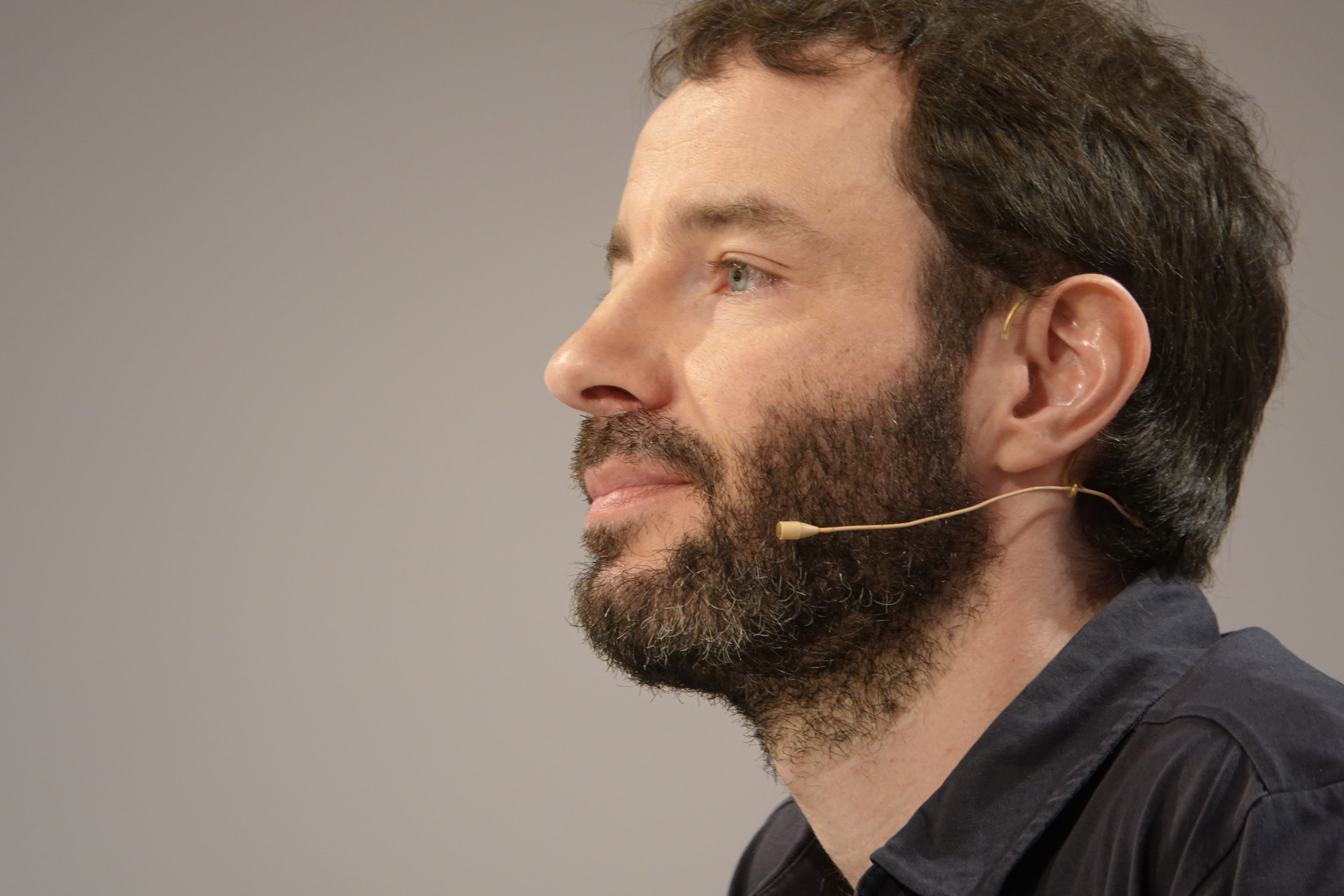
Andreas Stichmann beim Ingeborg-Bachmann-Preis 2023

Andreas Stichmann (* 1983 in Bonn) ist ein deutscher Schriftsteller.

## Leben
Stichmann kam über das Comiczeichnen zum Schreiben. Er studierte am Deutschen Literaturinstitut Leipzig. Im September 2008 debütierte er mit dem Erzählband Jackie in Silber. 2012 folgte der Roman Das große Leuchten und 2017 der Roman Die Entführung des Optimisten Sydney Seapunk.
Mit seinem 2022 publizierten Roman Eine Liebe in Pjöngjang stand er auf der Longlist des Deutschen Buchpreises.
2023 nahm Andreas Stichmann auf Einladung der Jurorin Mara Delius am Ingeborg-Bachmann-Wettbewerb in Klagenfurt am Wörthersee teil.
Stichmann hat zwei Kinder und lebt in Berlin.

## Auszeichnungen
- 2023 Nominierung für den Ingeborg-Bachmann-Preis[3]
- 2022 Longlist zum Deutschen Buchpreis mit Eine Liebe in Pjöngjang
- 2019 einjähriges Stipendium der Berliner Senatsverwaltung für Kultur und Europa[4]
- 2018 Villa Aurora Stipendiat[5]
- 2017 Bayern 2-Wortspiele-Preis[6]
- 2013 Förderpreis des Literaturpreis der Stadt Bremen
- 2012 Hallertauer Debütpreis
- 2012 Nominierung für den  Ingeborg-Bachmann-Preis
- 2010 Hamburger Förderpreis für Literatur
- 2009 Clemens-Brentano-Preis
- 2009 Stipendium des Literarischen Colloqiums Berlin
- 2009 „Grenzgänger“-Stipendium der Robert Bosch Stiftung
- 2009 Förderpreis zum Kranichsteiner Literaturpreis
- 2009 2. Preis MDR-Literaturpreis

## Werke
- Alleinstehende Herren. In: Literaturwerkstatt Berlin (Hrsg.): 14. Open Mike. Allitera, München 2008, ISBN 978-3-86520-237-6 (Erzählung).
- Bussardweg. In: Harriet Köhler (Hrsg.): Gute Vorsätze, schlechtes Karma. Suhrkamp, Frankfurt am Main 2008, ISBN 978-3-518-46026-9 (Erzählung).
- Jackie in Silber. mairisch Verlag, Hamburg 2008, ISBN 978-3-938539-09-5 (Erzählungen).
- Das große Leuchten. Rowohlt, Berlin 2012, ISBN 978-3-498-06390-0 (Roman).[7]
- Die Entführung des Optimisten Sydney Seapunk. Rowohlt Verlag, Reinbek 2017, ISBN 978-3-498-05850-0 (Roman).[8]
- Eine Liebe in Pjöngjang. Rowohlt Verlag, Hamburg 2022, ISBN 978-3-498-00293-0 (Roman).[9]
- Loreley. Rowohlt Verlag, Hamburg 2024, ISBN 978-3-498-00701-0 (Erzählungen).[10]